# Marcus Iunius Silanus (Präfekt)
Marcus Iunius Silanus († 196 v. Chr.) entstammte der römischen Adelsfamilie der Junier. Er war vielleicht der Sohn des während des Zweiten Punischen Krieges recht erfolgreich in Spanien operierenden gleichnamigen Prätors. Über Silanus ist nur bekannt, dass er 196 v. Chr. in der Stellung eines Praefectus socium im Kampf gegen den keltischen Stamm der Boier sein Leben verlor.